# Gisela João
Gisela João (Barcelos, Braga, 6 de noviembre de 1983) es una fadista portuguesa.

## Inicios
Gisela comenzó a interesarse por el fado a los ocho años. Con dieciséis años de edad cantó en la «Adega Luistana» de Barcelos. En el año 2000, se mudó a Oporto para estudiar diseño. Allí comenzó a cantar en otra casa de fado. Vivió durante seis años en Oporto, pero finalmente, el canto la llevó a mudarse a Lisboa.
En una pequeña casa "prestada" en Mouraria, bajo el peso inmenso de la soledad, pensó varias veces en desistir, pero resistió. Conquistó primero media Lisboa y después Lisboa entera, de las Casas de Fado a la mítica discoteca Lux y del pequeño auditorio del Centro Cultural de Belém al teatro São Luiz.
En 2009 grabó un disco con el grupo Atlantihda. Participó como artista invitado en el disco de Fernando Alvim, histórico guitarrista portugués, titulado O Fado E As Canções do Alvim (2011). En 2012, participó como fadista en la película «O Grande Kilapy».
Su meteórica ascensión la llevó a ser considerada una de las mayores revelaciones del fado femenino de los últimos años para el periodista Antonio Pires
Sólo le faltaba grabar su primer disco propio, lo cual lograría en 2013, con la ayuda de Frederico Pereira.

## 2013–2015: Su primer álbum, «Gisela João»
2013, fue el año de su consagración como artista, con la publicación de su primer disco, Gisela João, que vio la luz el uno de julio. Dos semanas después, el álbum alcanzó el primer lugar en el Top de Ventas Nacional portugués, siendo aclamado por la gran mayoría de la crítica lusa, y llegando a ser considerado como el más importante «primer disco» de un artista portugués en el siglo XXI. Todo esto le valió ser galardonada con el «Prémio Revelação Amália» artista con la cual había sido comparada en varias ocasiones. 
Su primer disco, fue también considerado el mejor álbum nacional del año por varias publicaciones de su país como Blitz, Expresso, Público, o Time Out. El número de ventas alcanzado, le valió ganar un disco de platino. También fue galardonada por este disco, con un globo de oro en la categoría de «Mejor intérprete individual», y con el premio José Alfonso, considerándola el jurado como «la mejor voz aparecida después de Amália».
En 2014, tras comenzar el año llenando la Casa de la Música y el Centro Cultural de Belém, ya nadie dudaba de que el primer álbum de Gisela João revelaba una fadista de excepción y de que se trataba de un hito en la historia del fado contemporáneo.
La creciente reafirmación y aclamación de Gisela como fadista de excepción, continuaría en el año 2015 cuando en el mes de enero, logró abarrotar dos de las más emblemáticas salas de Portugal, el Coliseo de Oporto y el coliseo de Lisboa.
El 2015, también trajo el disco de platino por su primer disco y numerosos conciertos y presentaciones en escenarios internacionales, pasando por Francia, EE. UU., Gran Bretaña, España, Bélgica, Suiza o Alemania entre otros países. 
Participó también en un álbum tributo a Amália Rodrigues, Amália: As Vozes do Fado, disco que reúne a algunas de las voces más icónicas del fado, y donde interpreta los temas «Medo» y «Meu Amor, Meu Amor», en un dueto con Camané. 
El final de 2015, trajo una serie de espectáculos «Caixinha de Música», una colaboración entre Gisela y el Teatro Municipal São Luiz, donde la cantante portuguesa prestó su voz para homenajear algunos de los intérpretes más importantes desde la primera mitad del siglo XX hasta el día de hoy, como Serge Gainsbourg, Bryan Ferry, Nick Cave, Ella Fitzgerald, Amy Winehouse, Leonard Cohen y Violeta Parra, entre muchos otros.

## 2016: «Nua»
Tres años después de la salida de su primer disco, vería la luz el segundo, Nua. Con letras y música de Cartola, Carlos Paião, Alexandre O'Neil, Capicua, Alain Oulman y muchos otros, Nua es una mezcla de clásicos, tradicionales y obras actuales, que dan vida a los Fados que Gisela siente y gusta de cantar.

## Discografía
En solitario
Álbumes de estudio
- Gisela João (CD, Edições Valentim de Carvalho, 2013)
- Nua (CD, Edições Valentim de Carvalho, 2016)

Álbumes en vivo
- Sem Filtro (CD, Edições Blitz, 2015)
- Ao Vivo (CD+LP, Edições Valentim de Carvalo | Exclusivo Fnac, 2015)

Colaboraciones
- Fernando Alvim - (2011) - Os Versos De Um Fado
- Paulo de Carvalho (2012) - Em Louvor das Santas
- Capicua (2014) - Soldadinho
- Coração d'Ouro (2015) - Coração d'Ouro
- Amália: As Vozes Do Fado (2015) - Medo / Meu Limão De Amargura (Meu Amor, Meu Amor)